# Dendrobium calcariferum
Dendrobium calcariferum är en orkidéart som beskrevs av Cedric Errol Carr. Dendrobium calcariferum ingår i släktet Dendrobium, och familjen orkidéer. Inga underarter finns listade i Catalogue of Life.